# Cyrtopholis femoralis
Cyrtopholis femoralis là một loài nhện trong họ Theraphosidae.
Loài này thuộc chi Cyrtopholis. Cyrtopholis femoralis được Mary Agard Pocock miêu tả năm 1903.